# Archibald Kennedy (1er marquis d'Ailsa)
Archibald Kennedy III (février 1770 - 8 septembre 1846) est un pair écossais.

## Biographie
Il est le fils aîné d'Archibald Kennedy (11e comte de Cassilis), et d'Anne, fille de John Watts et descendant de la famille Schuyler, de la famille Van Cortlandt (y compris Stephanus Van Cortlandt) et de la famille Delancey de l'Amérique du Nord britannique. Il porte le titre de courtoisie Lord Kennedy lorsque son père devient comte de Cassilis en 1792 .
Il succède à son père le 30 décembre 1794. Il siège à la Chambre des lords en tant que représentant écossais entre 1796 et 1806. La dernière année, il est créé baron Ailsa, dans le comté d'Ayr, dans la Pairie du Royaume-Uni, qui lui donna droit à un siège automatique à la Chambre des lords. Il fut admis comme membre de la Royal Society le 18 février 1819 . En 1831, il est créé marquis d'Ailsa, de l'île d'Ailsa, dans le comté d'Ayr. Il a voté pour le projet de loi de réforme en 1832. En 1820, le roi George IV le fit chevalier de l'ordre du chardon. C’était une décoration que Sir Archibald convoitait depuis un certain temps .
Il avait le goût du jeu. Il possédait des chevaux de course et plusieurs ont remporté des coupes en 1801 et 1802. Il possédait Clementina, Scaramouche, Pegasus, le chancelier et Trimmer. Avec 13 autres personnes, il a créé la coupe Ayr Gold Cup organisée chaque année avec seulement des chevaux formés en Écosse qui couraient sur une course de 3 km.

## Famille
Lord Ailsa épouse Margaret Erskine, la deuxième fille de John Erskine de Dun, dans le comté de Forfarshire, le 1er juin 1793. Ils ont eu six enfants:
- Lady Alicia Jane Kennedy (décédée en 1887), épousa Jonathan Peel.
- Archibald Kennedy, comte de Cassilis (1794 - 1832), épousa Eleanor Allardyce.
- Lady Anne Kennedy (1798 - 1877), a épousé Sir David Baird, de Newbyth, 2e baronnet
- Lady Margaret Kennedy (1800 - 1889), mariée à Thomas Radclyffe-Livingstone-Eyre.
- Lady Mary Kennedy (1800 - 1886), mariée à Richard Oswald, fils de Richard Alexander Oswald, député d'Ayr of Auchencruive Estate.
- Le député. John Kennedy-Erskine (1802 - 1831), épousa Augusta FitzClarence, fille illégitime des roi William IV et Dorothea Jordan et avait un fils (leur petite-fille était l'écrivain et poète Violet Jacob (en)). John Kennedy-Erskine a pris le nom supplémentaire d'Erskine après avoir été nommé héritier de la Maison de Dun [4].

Lord Ailsa décède en 1846 et son petit-fils, Archibald Kennedy (2e marquis d'Ailsa), lui succède .
Lord Ailsa a acheté une maison près de Twickenham à Londres qui appartenait auparavant au dramaturge Richard Brinsley Sheridan. Il l'a nommée " St Margaret's " et le nom de la maison a maintenant été appliqué à l'ensemble de la zone adjacente. Ailsa Road et Ailsa Avenue dans la région portent également son nom .